# Magno Mocelin
Magno Mocelin (São José dos Pinhais, 26 februari 1974) is een voormalig Braziliaans voetballer die ook bekend is onder de voetbalnaam Magno.
Magno begon zijn loopbaan in Brazilië bij Flamengo. In 1995 werd hij verhuurd aan Grêmio en won met de club het Campeonato Gaúcho en de CONMEBOL Libertadores. Hij verloor met Grêmio de finale om de wereldbeker van Ajax na strafschoppen (hij benutte een strafschop). De aanvaller is vooral bekend van zijn tijd bij FC Groningen en Deportivo Alavés, waarmee hij in 2001 de finale van de UEFA Cup haalde. Ook speelde Magno een seizoen bij De Graafschap. Hij besloot zijn loopbaan op Cyprus.

## Erelijst
Grêmio
- Campeonato Gaúcho: 1995
- CONMEBOL Libertadores: 1995

 Flamengo
- Campeonato Carioca: 1996

 Omonia Nicosia
- Cypriotische Supercup: 2005